# Anaida Poilievre
Anaida "Ana" Poilievre (nascida Galindo; nascida em 5 de março de 1987) é uma assessora política canadense, editora de revista online e esposa do líder do Partido Conservador do Canadá, Pierre Poilievre.

## Início da vida e educação
Anaida Galindo nasceu em 5 de março de 1987, em Caracas, Venezuela. Seu pai era gerente de banco. Em 1995, quando ela tinha oito anos, sua família se mudou para Pointe-aux-Trembles, um bairro no leste de Montreal, Quebec, onde seu pai trabalhava coletando frutas e vegetais em uma fazenda.
Ela estudou comunicação na Universidade de Ottawa.

## Carreira
Depois de trabalhar em funções de varejo e atendimento ao cliente, em 2008, aos 20 anos de idade, Poilievre foi contratada como consultora de assuntos parlamentares no Senado do Canadá antes de assumir um cargo na Câmara dos Comuns do Canadá. Em 2013, ela começou a trabalhar para o então líder do Senado Claude Carignan como consultora de assuntos parlamentares.
Poilievre é cofundadora da revista de estilo de vida online Pretty and Smart Co. No início da pandemia de COVID-19, ela apoiou as restrições, mas depois se tornou crítica das medidas de saúde pública no Canadá.
Em março de 2023, o teórico da conspiração Chris Sky alegou falsamente no Twitter que Poilievre era CEO da Switch Health, uma empresa que ganhou contratos do Governo do Canadá para realizar testes de COVID-19. Sky baseou suas declarações na saída do software de inteligência artificial ChatGPT.

Em 2024, Poilievre lançou "Their Stories Matter", uma iniciativa de mídia social para conscientizar sobre o tráfico de pessoas. Ela também lançou outra iniciativa, "Lead Her Forward" com Vanessa Mulroney no mesmo ano.